# Leon Askin
Leon Askin (Vienna, 18 settembre 1907 – Vienna, 3 giugno 2005) è stato un attore austriaco.
È conosciuto per l'interpretazione del Generale Burkhalter nella serie televisiva Gli eroi di Hogan.
È morto nel 2005, all'età di quasi 98 anni.

## Filmografia parziale

### Cinema
- La principessa di Bali (Road to Bali), regia di Hal Walker (1952)
- Avventura in Cina (China Venture), regia di Don Siegel (1953)
- Il sergente Bum! (South Sea Woman), regia di Arthur Lubin (1953)
- La tunica (The Robe), regia di Henry Koster (1953)
- Un pizzico di follia (Knock on Wood), regia di Melvin Frank e Norman Panama (1954)
- Il segreto degli Incas (Secret of the Incas), regia di Jerry Hopper (1954)
- La valle dei re (Valley of the Kings), regia di Robert Pirosh (1954)
- Il figlio di Sinbad (Son of Sinbad), regia di Ted Tetzlaff (1955)
- Il mistero dei tre continenti (Herrin der Welt), regia di William Dieterle (1960)
- Uno, due, tre! (One, Two, Three), regia di Billy Wilder (1961)
- Sherlock Holmes - La valle del terrore (Sherlock Holmes und das Halsband des Todes), regia di Terence Fisher (1962)
- A braccia aperte (John Goldfarb, Please Come Home!), regia di J. Lee Thompson (1965)
- Papà, ma che cosa hai fatto in guerra? (What Did You Do in the War, Daddy?), regia di Blake Edwards (1966)
- Fermi tutti, cominciamo daccapo! (Double Trouble), regia di Norman Taurog (1967)
- I cannoni di San Sebastian (Guns for San Sebastian), regia di Henri Verneuil (1968)
- Ruba al prossimo tuo... (Ruba al prossimo tuo...), regia di Francesco Maselli (1968)
- La morte bussa due volte (Blonde Köder für den Mörder), regia di Harald Philipp (1969)
- Una faccia di c... (Hammersmith Is Out), regia di Peter Ustinov (1972)
- Nanù, il figlio della giungla (The World's Greatest Athlete), regia di Robert Scheerer (1973)
- L'aereo più pazzo del mondo... sempre più pazzo (Airplane II: The Sequel), regia di Ken Finkleman (1982)
- OcchioPinocchio, regia di Francesco Nuti (1994)

### Televisione
- Lights Out – serie TV, episodio 3x14 (1950)
- Crusader – serie TV, episodi 1x13-1x37 (1955-1956)
- TV Reader's Digest – serie TV, episodi 2x15-2x25 (1956)
- The 20th Century-Fox Hour – serie TV, episodio 2x07 (1956)
- Telephone Time – serie TV, episodi 2x12-2x16 (1956-1957)
- 77º Lancieri del Bengala (Tales of the 77th Bengal Lancers) – serie TV, episodio 1x17 (1957)
- The Restless Gun – serie TV, episodio 1x06 (1957)
- G.E. True – serie TV, episodio 1x26 (1963)
- The Dick Powell Show – serie TV, episodio 2x15 (1963)
- Gli inafferrabili (The Rogues) – serie TV, episodio 1x11 (1964)
- Honey West – serie TV, episodio 1x03 (1965)
- La doppia vita di Henry Phyfe (The Double Life of Henry Phyfe) – serie TV, episodio 1x08 (1966)
- Squadra speciale anticrimine (The Felony Squad) – serie TV, episodio 2x07 (1967)
- Happy Days – serie TV, episodio 6x08 (1978)
- Tre cuori in affitto (Three's Company) – serie TV, episodio 3x19 (1979)

## Doppiatori italiani
- Vinicio Sofia in Il sergente Bum!, La tunica
- Bruno Persa in Un pizzico di follia
- Carlo Romano in Il segreto degli Incas
- Luigi Pavese in Uno, due, tre!
- Manlio Busoni in Fermi tutti, cominciamo daccapo!
- Alessandro Sperlì in La morte bussa due volte